# Parabopyrella perplexa
Parabopyrella perplexa là một loài chân đều trong họ Bopyridae. Loài này được Markham miêu tả khoa học năm 1990.